# Aubria
Aubria – rodzaj płazów bezogonowych z podrodziny Pyxicephalinae w rodzinie Pyxicephalidae.

## Zasięg występowania
Rodzaj obejmuje gatunki występujące w lasach deszczowych od Gwinei do Demokratycznej Republiki Konga.

## Systematyka

### Etymologia
Aubria (Aubrya): Charles Eugène Aubry-Lecomte (1821–1879), francuski administrator kolonialny i kolekcjoner.

### Podział systematyczny
Do rodzaju należą następujące gatunki:
- Aubria masako Ohler & Kazadi, 1990
- Aubria subsigillata (A.H.A. Duméril, 1856)